# هانس کرانکل
هانس کرانکل (انگلیسی: Hans Krankl؛ زادهٔ ۱۴ فوریهٔ ۱۹۵۳) یک بازیکن فوتبال اهل اتریش است.
وی همچنین در تیم ملی فوتبال اتریش بازی کرده‌است.